# Igriszte Lewski
Igriszte Lewski (bułg. Игрище Левски) – nieistniejący już stadion piłkarski w Sofii, stolicy Bułgarii. Istniał w latach 1926–1949. Mógł pomieścić 10 000 widzów. Swoje spotkania rozgrywali na nim piłkarze klubu Lewski Sofia. Na jego miejscu powstał Stadion Narodowy im. Wasiła Lewskiego, oddany do użytku w 1953 roku.
W 1924 roku klub Lewski Sofia otrzymał od miasta teren pod budowę własnego boiska piłkarskiego, położony w północno-zachodnim rogu parku Borisowa gradina, tuż obok stadionu Junak. Obiekt otwarto w 1926 roku, choć w pełni ukończony został dopiero w roku 1934. Architektem stadionu był Zafir Abraszew. Obiekt mógł pomieścić 10 000 widzów. Po II wojnie światowej stadion został znacjonalizowany, po czym zdecydowano się wybudować w jego miejscu nowy Stadion Narodowy (Stadion im. Wasiła Lewskiego), w związku z czym w 1949 roku stadion Lewskiego Sofia został zamknięty, a następnie zlikwidowany. Stadion Narodowy został oddany do użytku w 1953 roku. Lewski Sofia po zamknięciu swojego obiektu do 1952 roku występował na stadionie Junak, później przeniósł się na boisko w dzielnicy Iwan Wazow, w miejscu w którym obecnie mieści się kompleks pływacki Spartak. W latach 1960–1963 wybudowano nowy obiekt klubu, od 1990 roku zwany imieniem Georgiego Asparuchowa.